# Kościół św. Jadwigi w Ząbkowicach Śląskich
Kościół świętej Jadwigi – rzymskokatolicki kościół parafialny należący do dekanatu Ząbkowice Śląskie-Południe diecezji świdnickiej. Znajduje się na osiedlu Sadlno.
Budowa świątyni została rozpoczęta w 1754 roku i była prowadzona pod kierunkiem mistrza Ignatza Hausdorfa z Ząbkowic. Uroczyste poświęcenie nowej świątyni odbyło się dwa lata później, w dniu jej patronki świętej Jadwigi – 16 października 1756 roku. 
Jest to budowla jednonawowa, orientowana, z wydzielonym prezbiterium. Od strony zachodniej przylega do bryły świątyni trzykondygnacyjna wieża. Wnętrze świątyni – nawa i oddzielone łukiem tęczowym prezbiterium – nakrywa sklepienie żaglaste. Sklepienie świątyni jest ozdobione freskami wykonanymi przez Johanna Michaela Steinera i ukończonymi w 1758 roku. 
Nad prezbiterium w środkowej jego części znajduje się malowidło przedstawiające adorację Ukrzyżowanego Chrystusa przez św. Jadwigę i stojącego obok księcia Henryka I Brodatego. Nad nawą jest umieszczona główna scena − św. Jadwiga karmi ubogich. Nad emporą organową znajduje się scena – Koronacja Matki Bożej przez Trójcę Świętą. Interesujący jest także ołtarz główny świątyni ozdobiony obrazem Karla Muellera z Monachium przedstawiającym Błogosławieństwo św. Jadwigi przez Ukrzyżowanego Chrystusa, nawiązujący do Legendy o św. Jadwidze Śląskiej z 1353 roku. Przy łuku tęczowym po lewej stronie jest umieszczona barokowa ambona z płaskorzeźbionym wizerunkiem św. Wita trzymającego w ręce palmę męczeńską. Nawiązuje to do pierwotnego wezwania świątyni. Symetrycznie do ambony na szerokim gurcie jest umieszczony posag św. Józefa. W nawie są umieszczone także dwa ołtarze boczne: po północnej stronie nawy znajduje się ołtarz ozdobiony obrazem Narodzenie Chrystusa oraz po stronie południowej nawy znajduje się ołtarz św. Wita ozdobiony obrazem świętego. Do wyposażenia należy także piękny, prospekt organowy wykonany w stylu rokokowym, pierwotny zbudowany został przez organomistrza z Ząbkowic – Paula Zeitziusa, następnie został przebudowany w XX wieku. przez Karla Spiegela z Opola.